# Canton Bulldogs
I Canton Bulldogs sono stati una squadra professionistica di football americano con sede a Canton attiva tra il 1903 ed il 1926. Parteciparono dapprima alla Ohio League e furono tra i fondatori della National Football League a cui parteciparono dalla prima stagione fino a quella del 1926, vincendone due consecutive nel 1922 e nel 1923. È la squadra che detiene il record del maggior numero di partite (25) disputate consecutivamente nella NFL senza sconfitte, ottenuto tra il 1921 e il 1923 con 22 vittorie e 3 pareggi.

## Giocatori importanti

### Membri dellaPro Football Hall of Fame
Quello che segue è l'elenco delle personalità che hanno fatto parte dei Canton Bulldogs che sono state ammesse nella Pro Football Hall of Fame con l'indicazione del ruolo ricoperto nella squadra, il periodo di appartenenza e la data di ammissione (secondo cui è stato ordinato l'elenco).
- Jim Thorpe, running back, defensive back, kicker e punter dal 1915 al 1917 e dal 1919 al 1920, ammesso nel 1963.
- Pete Henry, offensive tackle dal 1920 al 1926 e allenatore capo nel 1926, ammesso nel 1963
- William "Link" Lyman, tackle dal 1922 al 1925, ammesso nel 1964
- Guy Chamberlin, defensive end nel 1919 e dal 1922 al 1923 e allenatore capo dal 1922 al 1923, ammesso nel 1965
- Joe Guyon, offensive tackle e halfback dal 1919 al 1920, ammesso nel 1966
- Greasy Neale, defensive end nel 1917, ammesso nel 1969